# Queijo São Jorge
Queijo São Jorge (portugisik) eller São Jorge ost er en hård ost fra øen São Jorge, i Azorerne, Portugal. Den er lavet af komælk. São Jorge ost har status af en BOB (Beskyttet oprindelsesbetegnelse) fra Europa-Kommissionen.